# Víctor Bonilla
Víctor Manuel Bonilla (San Andres de Tumaco, 23 januari 1971) is een voormalig Colombiaans profvoetballer, die in 2010 zijn carrière beëindigde bij Deportivo Cortuluá.

## Clubcarrière
Bonilla speelde acht seizoenen als aanvaller voor Deportivo Cali, waarna hij naar Spanje vertrok. Later speelde hij ook nog in Frankrijk, Qatar en Mexico.

## Interlandcarrière
Bonilla kwam in totaal zeventien keer (vijf doelpunten) uit voor de nationale ploeg van Colombia in de periode 1997–2001. Onder leiding van bondscoach Hernán Darío Gómez maakte hij zijn debuut op 8 juni 1997 in een WK-kwalificatiewedstrijd tegen Uruguay (1-1), toen hij na rust inviel voor Walter Escobar. Andere debutanten in dat duel waren Carlos Asprilla en John Wilmar Pérez, beiden van America de Cali. Bonilla maakte deel uit van de selecties voor de Copa América 1997 en de Copa América 1999.
| Interlanddoelpunten | Interlanddoelpunten | Interlanddoelpunten | Interlanddoelpunten  | Interlanddoelpunten | Interlanddoelpunten | Interlanddoelpunten | Interlanddoelpunten |
| #                   | Datum               | Locatie             | Wedstrijd            | Goal(s)             | Score               | Uitslag             | Wedstrijd           |
| ------------------- | ------------------- | ------------------- | -------------------- | ------------------- | ------------------- | ------------------- | ------------------- |
| 1                   | 24/06/1999          | Asunción            | Paraguay – Colombia  | 58'                 | 1 – 1               | 2 – 1               | Vriendschappelijk   |
| 2                   | 02/07/1999          | Luque               | Colombia – Uruguay   | 20'                 | 1 – 0               | 1 – 0               | Copa América        |
| 3                   | 11/07/1999          | Luque               | Chili – Colombia     | 35'                 | 1 – 2               | 3 – 2               | Copa América        |
| 4                   | 23/02/2000          | San Diego           | Colombia – Peru      | 53'                 | 2 – 0               | 2 – 1               | Gold Cup            |
| 5                   | 24/04/2001          | San Cristóbal       | Venezuela – Colombia | 87'                 | 2 – 2               | 2 – 2               | WK-kwalificatie     |

## Erelijst
Deportivo Cali
- Colombiaans landskampioen

1996, 1998
- Topscorer Copa Mustang

1998 (37 goals)
- Topscorer Copa Libertadores

1999 (6 goals)